# الكسندر ك. كاميرون
الكسندر ك. كاميرون هو سياسي كندي، ولد في 30 يونيو 1907، وتوفي في 16 يناير 1996. انتخب عضو المجلس التشريعي من ساسكاتشوان.